# 賴薩爾佩山
47°57′24″N 15°39′49″E / 47.95667°N 15.66361°E

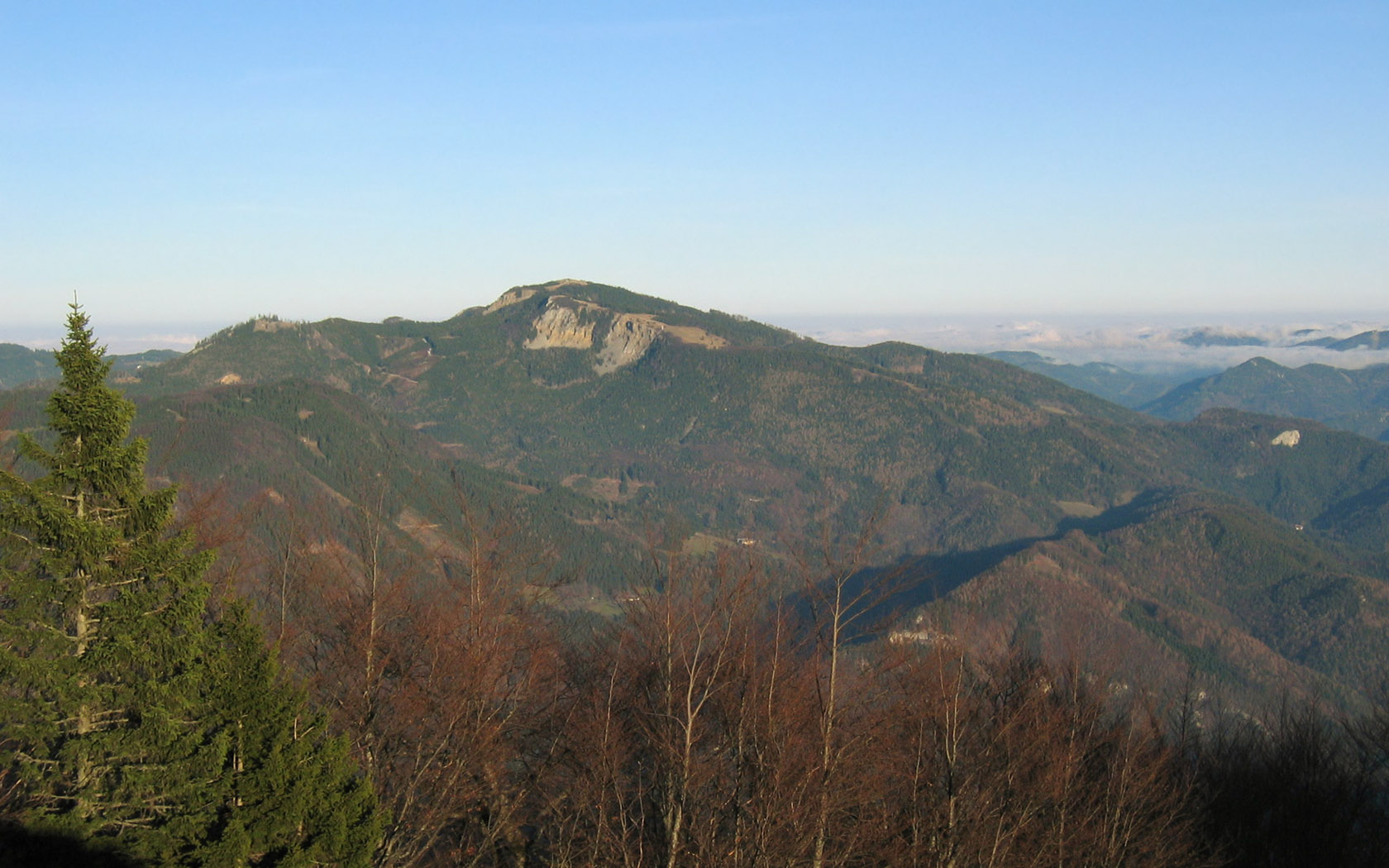

賴薩爾佩山（德語：Reisalpe），是奧地利的山峰，位於該國东部，由施泰爾馬克州負責管轄，屬於古滕施泰因阿爾卑斯山脈的一部分，海拔高度1,399米，每年平均降雨量1,409毫米。